# Lampona murina
Lampona cylindrata là một loài nhện trong họ Lamponidae. Loài này được phát hiện ở het oosten van Australië en Nieuw-Zeeland.

## Hình ảnh

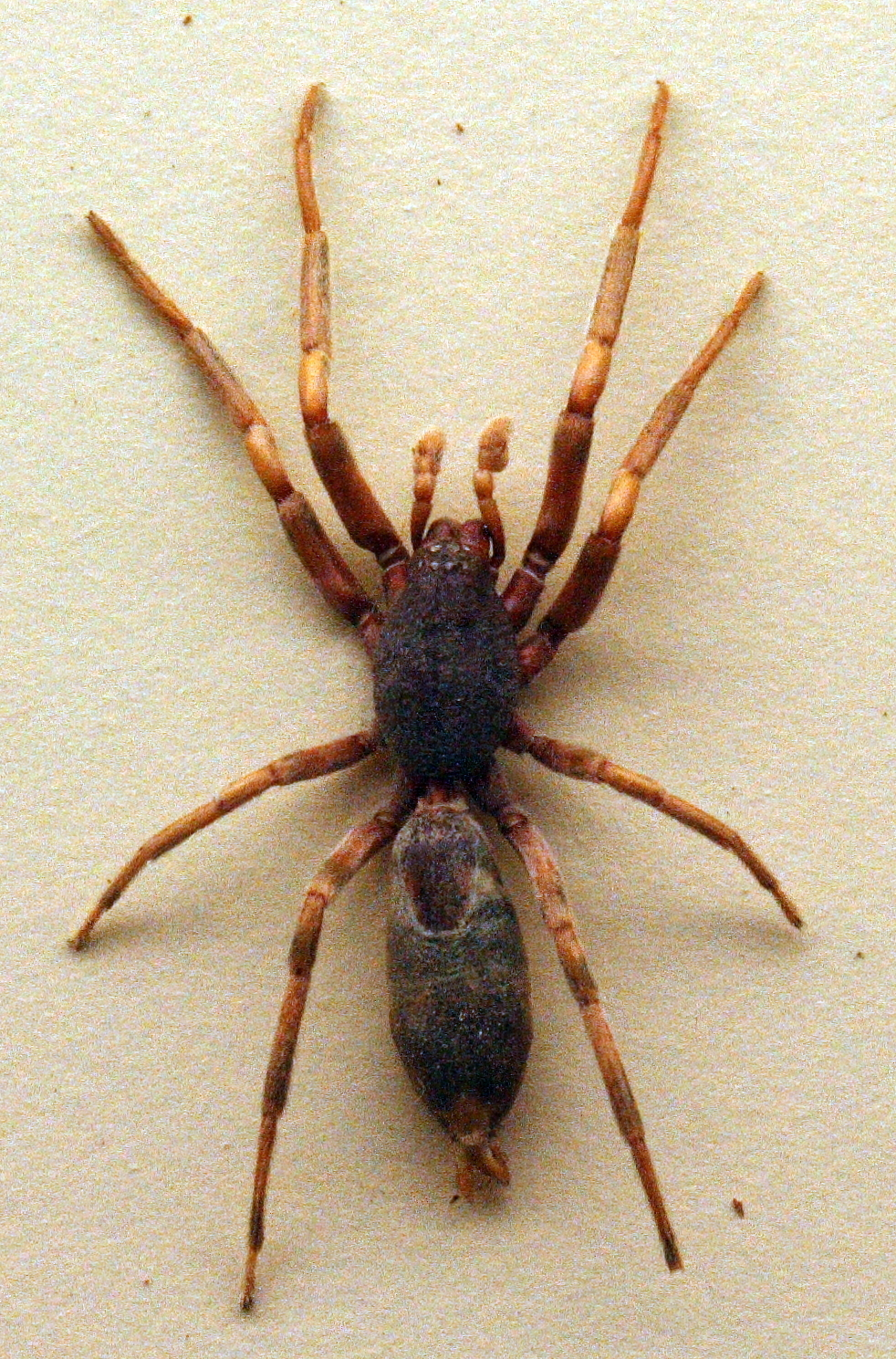
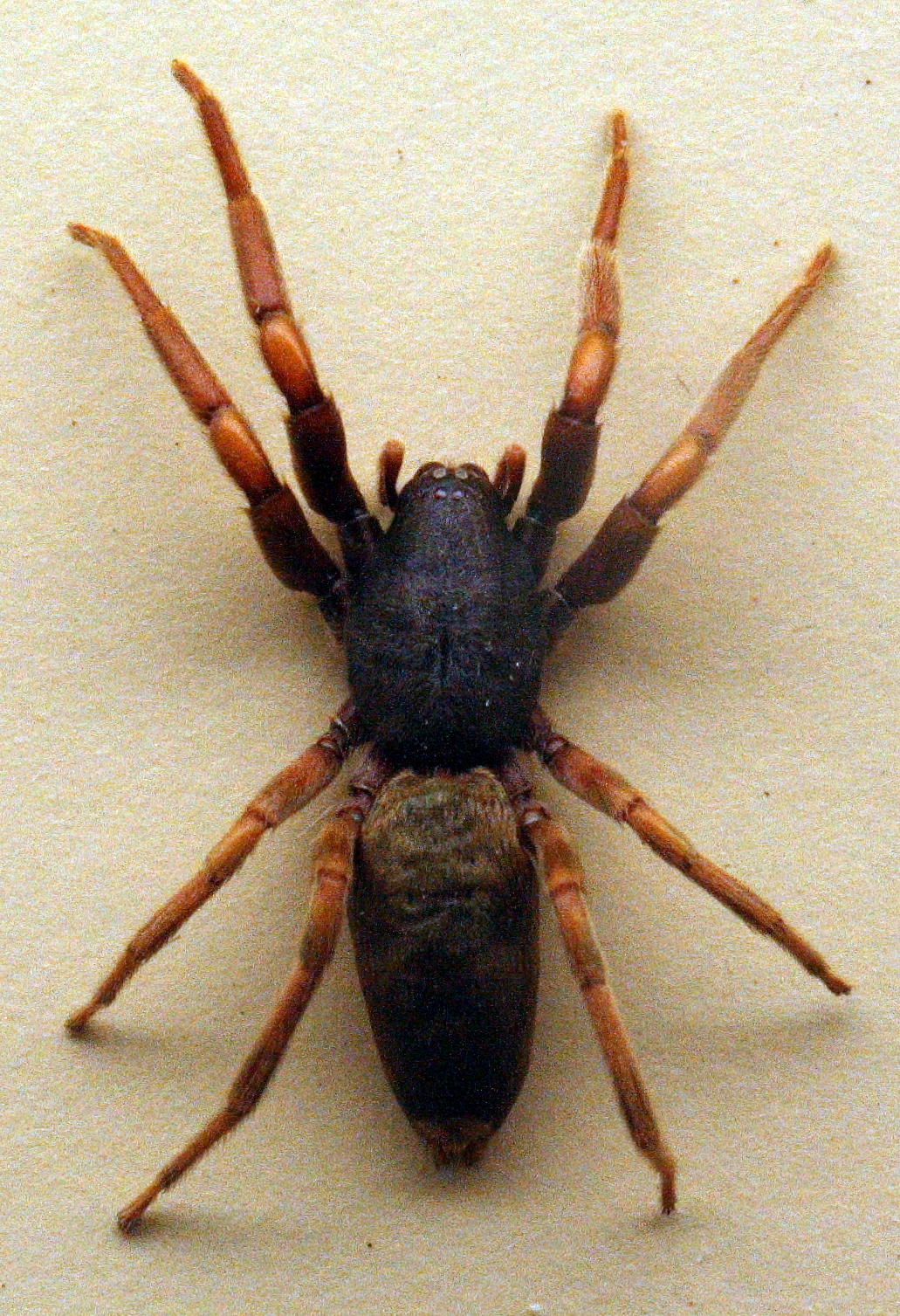
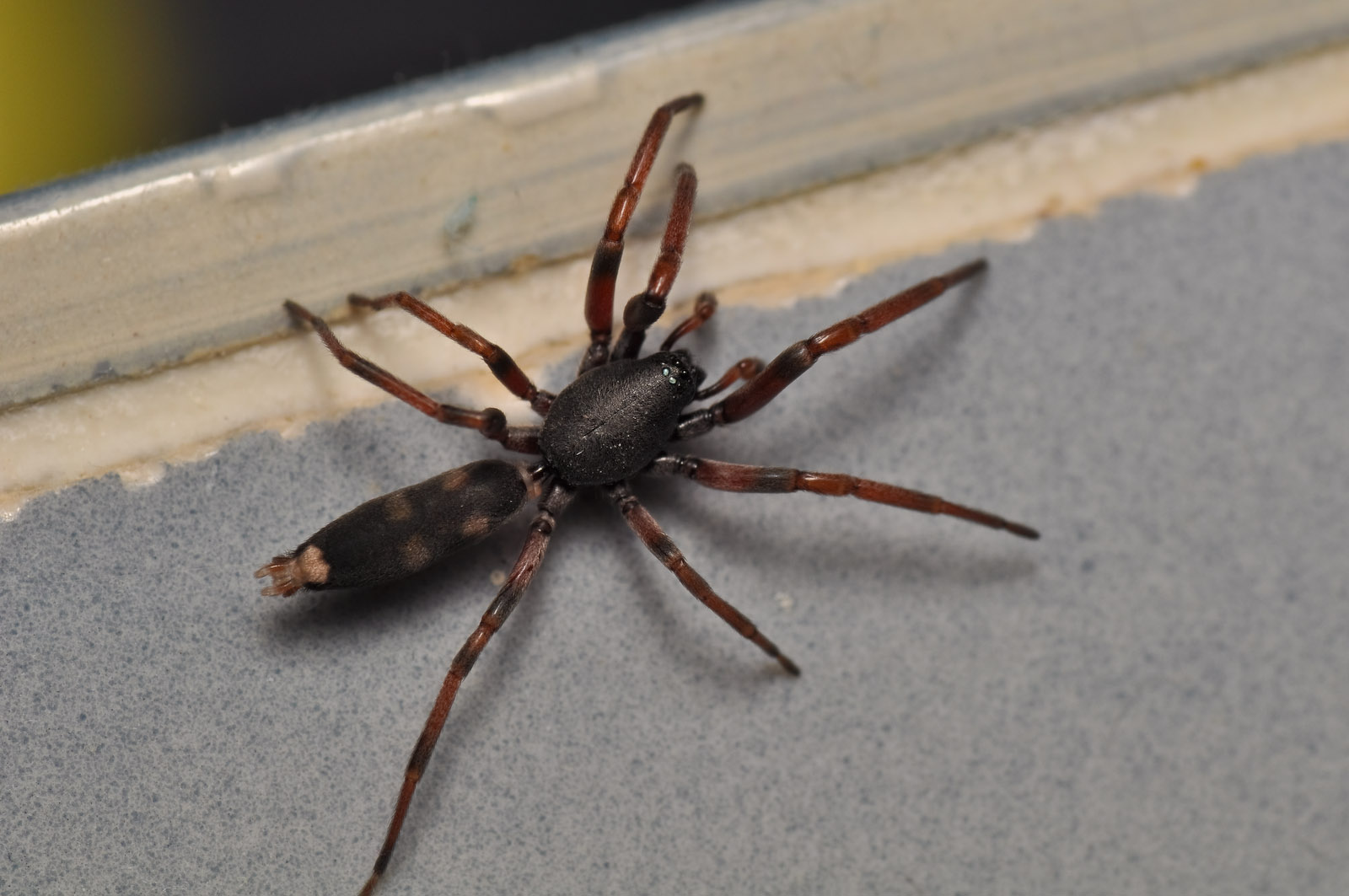
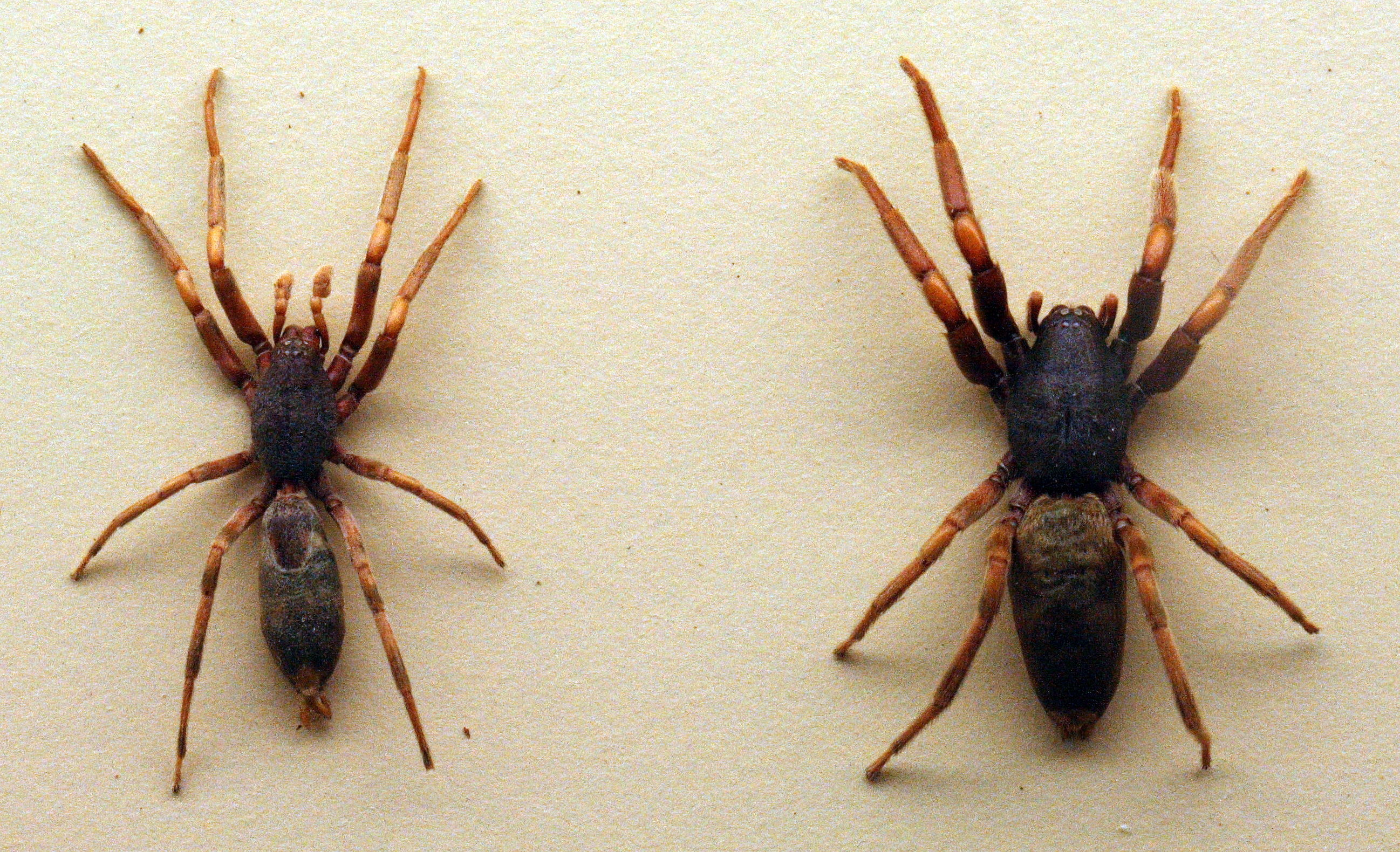